# Papaipema purpurifasciata
Papaipema purpurifasciata är en fjärilsart som beskrevs av Augustus Radcliffe Grote och Robinson 1868. Papaipema purpurifasciata ingår i släktet Papaipema och familjen nattflyn. Inga underarter finns listade i Catalogue of Life.